# Чемпіонат СРСР з футболу 1964 (клас «А», перша група)
Сезон 1964 року в першій групі класу «А» чемпіонату СРСР з футболу — 26-й в історії турнір у вищому дивізіоні футбольної першості Радянського Союзу. Тривав з 27 березня по 22 листопада 1964 року. Участь у змаганні взяли 17 команд, 4 найгірші з яких за результатами сезону полишили елітний дивізіон.
У підсумку тбіліське «Динамо» і московське «Торпедо» набрали однакову кількість очок. За тогочасним положенням був призначений додатковий поєдинок. У Ташкенті грузинські футболісти здобули перемогу з рахунком 4:1 у додатковий час.  
Оскільки команди, що зайняли 13-е та 14-е місця (кутаїське «Торпедо» та «Волга» з Горького), набрали однакову кількість очок, між ними теж було призначено додатковий матч. Його виграли грузинські футболісти з рахунком 4:2.

## Підсумкова таблиця
| М  | Команда                | І  | В  | Н  | П  | М     | О  |
| -- | ---------------------- | -- | -- | -- | -- | ----- | -- |
|    | «Динамо» (Тбілісі)     | 32 | 18 | 10 | 4  | 48-30 | 46 |
|    | «Торпедо» (Москва)     | 32 | 19 | 8  | 5  | 52-19 | 46 |
|    | ЦСКА (Москва)          | 32 | 16 | 11 | 5  | 49-23 | 43 |
| 4  | СКА (Ростов-на-Дону)   | 32 | 16 | 6  | 10 | 40-28 | 38 |
| 5  | «Шахтар» (Донецьк)     | 32 | 13 | 11 | 8  | 35-26 | 37 |
| 6  | «Динамо» (Київ)        | 32 | 10 | 16 | 6  | 42-29 | 36 |
| 7  | «Динамо» (Москва)      | 32 | 12 | 10 | 10 | 33-31 | 34 |
| 8  | «Спартак» (Москва)     | 32 | 12 | 8  | 12 | 34-32 | 32 |
| 9  | «Динамо» (Мінськ)      | 32 | 7  | 17 | 8  | 24-21 | 31 |
| 10 | «Крила Рад» (Куйбишев) | 32 | 7  | 14 | 11 | 24-35 | 28 |
| 11 | «Зеніт» (Ленінград)    | 32 | 9  | 9  | 14 | 30-35 | 27 |
| 12 | «Нафтовик» (Баку)      | 32 | 8  | 11 | 13 | 25-30 | 27 |
| 13 | «Торпедо» (Кутаїсі)    | 32 | 10 | 7  | 15 | 20-37 | 27 |
| 14 | «Волга» (Горький)      | 32 | 7  | 13 | 12 | 19-38 | 27 |
| 15 | «Кайрат» (Алма-Ата)    | 32 | 8  | 10 | 14 | 23-27 | 26 |
| 16 | «Шинник» (Ярославль)   | 32 | 6  | 9  | 17 | 20-48 | 21 |
| 17 | «Молдова» (Кишинів)    | 32 | 6  | 6  | 20 | 15-44 | 18 |

## Додаткові матчі

### За 1-ше місце
| 18 листопада 1964 18:00 UTC+6 |

| «Динамо» Тб                                           | 4:1 (дч)   | «Торпедо» М  |
| ----------------------------------------------------- | ---------- | ------------ |
| Датунашвілі 73', 92' Месхі 102' Метревелі 107' (пен.) | (Протокол) | Щербаков 56' |

| «Пахтакор», Ташкент Глядачів: 70 000 Арбітр: Мікеліс Рубеніс (Рига) |

|    |                     |  |
|    |                     |  |
| ВР | Сергій Котрікадзе   |  |
| ЗХ | Борис Січінава      |  |
| ЗХ | Джемал Зейнклішвілі |  |
| ЗХ | Гурам Цховребов     |  |
| ЗХ | Вахтанг Рехвіашвілі |  |
| ПЗ | Шота Яманідзе       |  |
| ПЗ | Георгій Січінава    |  |
| НП | Слава Метревелі     |  |
| НП | Ілля Датунашвілі    |  |
| НП | Володимир Баркая    |  |
| НП | Михайло Месхі       |  |

|         |                     |     |
|         |                     |     |
| ВР      | Едуард Шаповаленко  |     |
| ЗХ      | В'ячеслав Андреюк   |     |
| ЗХ      | Володимир Мещеряков |     |
| ЗХ      | Віктор Шустіков     |     |
| ЗХ      | Володимир Сараєв    |     |
| ПЗ      | В'ячеслав Марушко   |     |
| ПЗ      | Валерій Воронін     |     |
| НП      | В'ячеслав Соловйов  |     |
| НП      | Валентин Іванов     | 60' |
| НП      | Володимир Щербаков  |     |
| НП      | Олег Сергєєв        |     |
| Заміна: |                     |     |
| НП      | Володимир Сидоров   | 60' |

### За 13-те місце
| 22 листопада 1964 |

| «Торпедо» К                                  | 4:2        | «Волга                   |
| -------------------------------------------- | ---------- | ------------------------ |
| Херхадзе 6' Хажалія 55' Чхартішвілі 56', 66' | (Протокол) | Михайлов 54' (пен.), 88' |

| «Пахтакор», Ташкент Глядачів: 26 000 Арбітр: Еуген Хярмс (Таллінн) |

## Бомбардири
| М  | Гравець              | Команда      | Голи |
| -- | -------------------- | ------------ | ---- |
| 1  | Володимир Федотов    | ЦСКА         | 16   |
| 2  | Віктор Каневський    | «Динамо» К   | 15   |
| 3  | Валентин Іванов      | «Торпедо» М  | 14   |
| 4  | Ілля Датунашвілі     | «Динамо» Тб  | 13   |
| 5  | Слава Метревелі      | «Динамо» Тб  | 12   |
| 6  | Олег Копаєв          | СКА Р/Д      | 10   |
|    | Едуард Малофєєв      | «Динамо» Мн  | 10   |
|    | Віктор Понєдєльнік   | СКА Р/Д      | 10   |
|    | Олег Сергєєв         | «Торпедо» М  | 10   |
| 10 | Юрій Ананченко       | «Шахтар»     | 9    |
|    | Володимир Баркая     | «Динамо» Тб  | 9    |
|    | Ігор Численко        | «Динамо» М   | 9    |
|    | Валер'ян Чхартішвілі | «Торпедо» Кт | 9    |
|    | Борис Казаков        | ЦСКА         | 9    |

## Склад чемпіона
| «Динамо» (Тбілісі) |
| Воротарі: Сергій Котрікадзе (23, 22п), Нодар Лежава (10, 9п). Захисники: Гурам Цховребов (32), Джемал Зейнклішвілі (31), Борис Січінава (30, 3), Вахтанг Рехвіашвілі (13), Муртаз Хурцилава (9). Півзахисники: Георгій Січінава (33, 2), Шота Яманідзе (30, 5), Гурам Петріашвілі (21). Нападники: Слава Метревелі (33, 12), Володимир Баркая (32, 9), Ілля Датунашвілі (24, 13), Михайло Месхі (24, 6), Олександр Апшев (19, 2), Елгуджа Хуцишвілі (5), Заур Калоєв (1), Номал Майсурадзе (1). Тренери: Михайло Якушин (до квітня), Гавриїл Качалін (з травня). |